# Михаил Бъчваров
Михаил Димитров Бъчваров е български философ марксист.

## Биография
Роден е на 22 април 1929 г. в Търговище. През 1954 г. завършва философия в Киевския университет. В периода 1954 – 1960 преподава марксистко-ленинска философия във ВИНС – Варна (днес Икономически университет – Варна). През 1960 г. започва работа като научен сътрудник в БАН, където през 1966 г. става старши научен сътрудник II ст. От 1971 г. е професор. На следващата година е избран за ръководител на секция „История на философията“ към Института по философия. Остава на поста до 1981 г. Между 1973 и 1991 г. е научен секретар на БАН. От 1988 до 1993 г. е директор на Кирило-Методиевския център при БАН. Отделно от това преподава на хонорар в Софийския университет „Св. Климент Охридски“, където е доцент и по-късно професор. В университета преподава по история на българската философия. Под негова редакция е поредицата „Българско философско наследство“ в различните издания, на която пише редица студии. През 1961 г. защитава кандидатска (докторска) дисертация на тема „Мирогледът на д-р Петър Берон“. Умира на 8 април 1997 г. в София.

## Книги и студии
- Мирогледът на д-р Петър Берон. Държавно издателство, 1961
- Борбата на българските възрожденци против религиозните заблуди. Партиздат, 1966
- Българската философска мисъл през Възраждането. Наука и изкуство, 1966
- с В. С. Горски. Украінско-болгарскі философські звіязки, Киев, 1966
- съавт. Б. Богданов. Методологически проблеми на историята на философията, Партиздат, 1970.
- с Н. Бъчварова. Петър Берон: живот, дейност, натурфилософия, София, 1976.
- Д-р Иван Селимински (1799 – 1867). В: Селимински, И. Избрани съчинения, С., 1979.
- Васил Друмев. Философско-социологически и етически възгледи. В: Друмев, В. Етико-социологически съчинения, С., 1981.
- Петр Берон, Москва, 1981.
- Философско-социологическите възгледи на Тодор Икономов. В: Икономов, Т. Философски и социологически съчинения, С., 1983.
- Философско-социологическите възгледи на Марко Балабанов. В: Балабанов, М. Философски и социологически съчинения, С., 1986.
- Книгата на Тодор Павлов „Теория на отражението“ и българската философска мисъл. В: Павлов, Т. Избрани философски съчинения в три тома, Т. 2, С., 1987.
- с Латю Латев. Пионерското дело на Иван Георгов във формирането на българската философска култура. В: Георгов, И. Избрани философски и етически съчинения, С., 1987.
- с Н. Бъчварова. Петър Берон (Живот и дело), София, 1993.